# Bahnhof Bad Münstereifel
Bad Münstereifel ist ein Haltepunkt und ehemaliger Bahnhof an der Erfttalbahn. Er liegt bei km 13,8 und ist der Endpunkt der Strecke aus Richtung Euskirchen. Er entstand nahe am Werther Tor und verfügte ehemals über umfangreiche Gleisanlagen. Neben dem Empfangsgebäude mit angebauten Güterschuppen aus Sandstein und Fachwerk im Schweizer Landhausstil gab es auch einen einständigen Lokschuppen und einen Wasserturm, einen umfangreichen Güterbahnhof und zeitweise sogar eine Gleiswaage.

## Geschichte

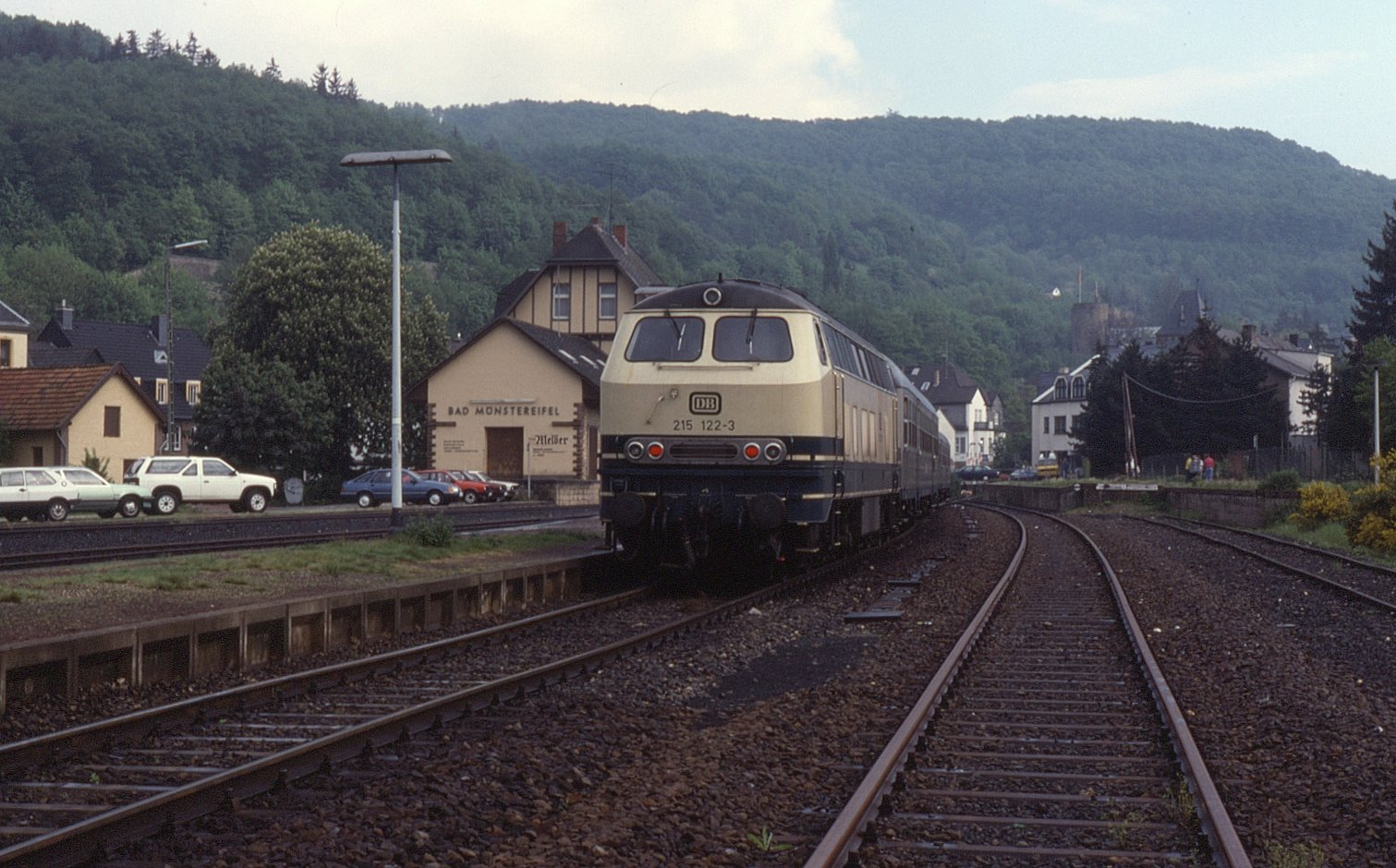
DB-Baureihe 215 im Mai 1990 in Bad Münstereifel

Der Bahnhof wurde 1890 am Streckenkilometer 13,8 gebaut und in Betrieb genommen. 1913 wurde das Gebäude in Bad Münstereifel erweitert und erhielt ein Bahnsteigdach. Im Zuge der Rationalisierungsmaßnahmen von 1925 blieb die Lok nachts nicht mehr in Bad Münstereifel, sondern wurde leer nach Euskirchen zurückgefahren. Damit wurde der Lokschuppen überflüssig; dieser wurde 1929 abgebrochen und von einer ansässigen Familie wiederaufgebaut.
Die Anzahl der 1927 in Bad Münstereifel verkauften Fahrkarten betrug 75.201 Stück. Von Bedeutung waren weiterhin die regelmäßigen Viehmärkte in Bad Münstereifel, zu denen die Bahn jährlich bis zu 10.000 Tiere brachte, sowie die umfangreiche Holzverladung.
Zum Ende des Jahres 1944 wurde der Verkehr auf der Strecke aufgrund der heranrückenden Front und schwerer Kriegsschäden eingestellt, die Eifelstadt war nun nicht mehr mit dem Zug erreichbar. Dieser Zustand hielt auf Grund der gesprengten Brücken bis Mitte 1948 an. Nach dem Krieg wurden im Bahnhof Münstereifel zunächst nur Aufräumarbeiten durchgeführt. Erst am 2. Juni 1948 lief wieder ein Zug in den Bahnhof ein. Bis dahin mussten Reisende ständig überfüllte Omnibusse benutzen oder zu Fuß gehen.
Im Oktober 1955 wurde der schon seit längerem nicht mehr benutzte Wasserturm abgerissen. 1957 und 1968 wurde das Bahnhofsgebäude modernisiert und umgebaut, wobei auch das Aborthäuschen verschwand.
Zum Sommerfahrplan 1975 wurde auf zahlreichen Nebenstrecken der Bundesbahn der Personenverkehr an Wochenenden ab Samstagmittag eingestellt, so auch nach Bad Münstereifel. Gleichzeitig versuchte die DB indes, das verbleibende Angebot attraktiver zu gestalten, indem versuchsweise direkte Kurswagen von Münster (Westf) über Köln nach Bad Münstereifel und zurück eingerichtet wurden. Nach zwei Jahren wurden diese allerdings wieder gestrichen, und für Reisende von Bad Münstereifel über Euskirchen hinaus bestand wieder der gewohnte Zwang zum Umsteigen. Mitte der 1970er Jahre wurde der regelmäßige Güterverkehr nach Bad Münstereifel eingestellt.
Nach Bedarf wurde jedoch weiterhin Holz verladen, und das in Bad Münstereifel ansässige Feinkostgeschäft Melder erhielt noch Wagen mit Frischwaren wie Obst und Gemüse. Der Bahnhof Münstereifel wurde 1982 als selbständige Dienststelle aufgelöst und dem Bahnhof Euskirchen untergeordnet. 1990 baute man die Technik im Bahnhof auf Vereinfachten Zugbetrieb (VZB) zurück. Bis ca. 1993/94 wurde im Bahnhof Bad Münstereifel noch Holz umgeschlagen, welches aus den Wäldern rund um die Kurstadt stammte. Auch die Firma Greven Fettchemie nutzte hin und wieder die Gleisanlagen des Bahnhofes zum Warenumschlag.

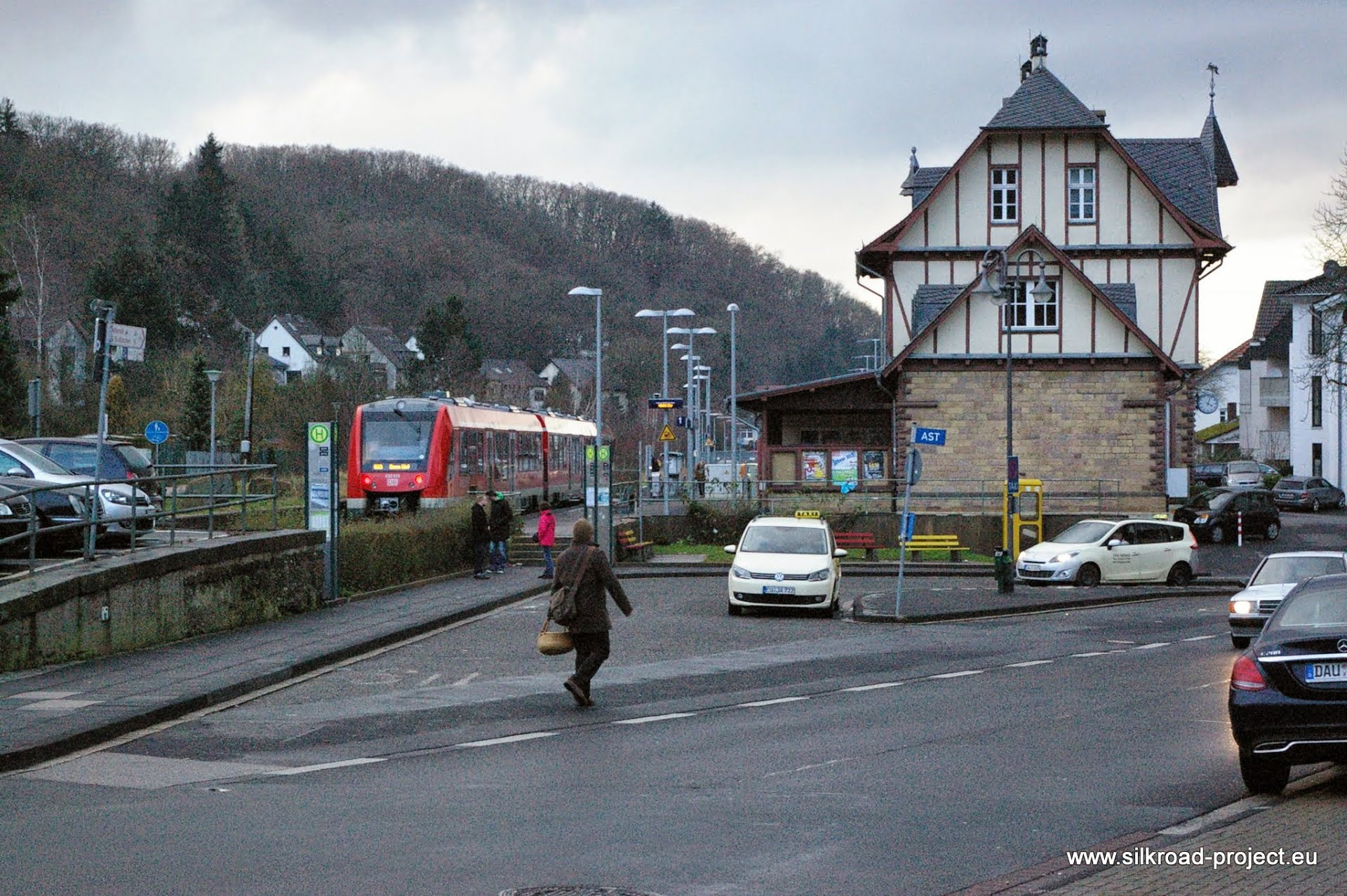
RB 23 in Bad Münstereifel mit neuem Fahrzeug der Baureihe 622

Bei Gleiserneuerungsarbeiten auf der Erfttalbahn wurden 1998 im Bahnhof Bad Münstereifel alle Weichen, die vom Stammgleis (Gleis 1) abzweigen, entfernt. Auch die nutzlos gewordenen Gleise des ehemaligen Güterbahnhofs liegen nicht mehr, das Areal ist inzwischen überbaut. Im Jahr 2000 wurde das Empfangsgebäude von der DB AG an die Stadt Bad Münstereifel verkauft. Diese ließ anschließend nach Denkmalschutzrichtlinien äußerlich den Originalzustand wiederherstellen. Im Bahnhof sind seit 2003 die Kurverwaltung, das Büro der Eifel- und Touristikagentur und im Güterschuppen ein Fahrradladen untergebracht.
Seit dem 14. Juli 2021 ist die Strecke aufgrund des Hochwassers in West- und Mitteleuropa 2021 nicht mehr befahrbar, der Haltepunkt kann seitdem nicht mehr auf der Schiene bedient werden. Eine Wiederinbetriebnahme war für Dezember 2023 vorgesehen. Aufgrund von Materialengpässen und Witterungsbedingungen wurde die Inbetriebnahme zunächst auf Sommer 2024 verschoben. Wegen der Feststellung eines aufgeweichten Hanges zwischen Iversheim und Bad Münstereifel verschiebt sich die Wiederinbetriebnahme weiter auf Herbst 2025.

## Bedienung
Bad Münstereifel ist im Schienenpersonenverkehr der südliche Endpunkt der Linie RB 23, welche ihn mit Euskirchen verbindet. In Euskirchen wird die Linie zur S 23 nach Bonn durchgebunden.
| Linie | Verlauf | Takt |
| ----- | --- | ---- |
| RB 23 | Erfttalbahn: ersetzt durch S 23, Wiederinbetriebnahme voraussichtlich im Herbst 2024 Stand: Fahrplanwechsel Dezember 2023 | -    |

Die vom Bahnhofsvorplatz verkehrenden Buslinien der RVK verbinden den Bahnhof mit den Münstereifeler Stadtteilen.
| Linie | Verlauf |
| ----- | --- |
| 772   | Citybus Bad Münstereifel |
| 801   | Euskirchen Bf – Billig – Rheder – Kreuzweingarten – Kirspenich – Arloff Bf – Kalkar – Iversheim Bf – Bad Münstereifel Gewerbegeb./Ärzteh. – Bad Münstereifel Bf |
| 819   | MiKE (außer im Schülerverkehr): Bad Münstereifel Bf – Bad Münstereifel Eifelbad – Eicherscheid – Schönau – Mahlberg – Reckerscheid – Willerscheid – Soller – Hummerzheim – Odesheim – Hünkhoven – Rupperath |
| 821   | MiKE (außer im Schülerverkehr): Bad Münstereifel Bf – Bad Münstereifel Eifelbad – Nöthen – Gilsdorf – Pesch – Zingsheim – Nettersheim Bf |
| 822   | MiKE (außer im Schülerverkehr): (Bad Münstereifel Gewerbegeb./Ärzteh. →/ Rathaus ←) Bad Münstereifel Bf – Eifelbad – Eicherscheid – Langscheid / Vollmert – Schönau – (Mahlberg ←) Wasserscheide – Esch – Honerath – Berresheim – Hardtbrücke – Ellesheim – Mutscheid – Nitterscheid – Sasserath – Hilterscheid – Ohlerath (– Rupperath / Wershofen) |
| 824   | MiKE (außer im Schülerverkehr): Blankenheim – Mülheim – Tondorf – Buir – Holzmülheim – Frohngau – Roderath – Bouderath – (Witscheiderhof – Bergrath) / Kolvenbach – Hohn – Eicherscheid – Bad Münstereifel Eifelbad – Bad Münstereifel Bf |
| 828   | MiKE (außer im Schülerverkehr): Bad Münstereifel Bf – (Bad Münstereifel Rathaus →/ Gewerbegeb./Ärzteh. ←) Rodert – Holzem – Lethert – Effelsberg – Scheuerheck – Wald – Limbach – Houverath – Lanzerath – Eichen – Maulbach – Scheuren |
| 887   | MiKE: Bad Münstereifel Bf – Bad Münstereifel Gewerbegeb./Ärtzeh. – Iversheim Bf – Eschweiler – Weiler am Berge – Harzheim – Holzheim – Mechernich Stiftsweg – Mechernich Bf |